# Помню
«Помню» — третий мини-альбом украинской певицы Тины Кароль, выпущенный 6 февраля 2014 года. Пластинка является пятой по счёту в дискографии певицы.

## Об альбоме
6 февраля состоялась презентация нового альбома украинской певицы Тины Кароль. Как сообщает певица, над пластинкой она работала весь предыдущий год.
Певица посвятила альбом своему мужу. Пластинка получила название «Помню», она и не могла называться иначе, так как именно композиция с таким названием была выпущена сразу после личной трагедии Тины, - после долгой болезни весной прошлого года, от рака скончался ее любимый муж и продюсер Евгений Огир.  Вместе с компакт-диском в альбом вложен буклет в виде интимного дневника, все тексты песен написанные в стихотворной форме на листках бумаги из тетрадки в клетку. Последняя страница дневника содержит несколько сокровенных строк от самой певицы:
«Благодарю авторов песен за заполнение моего одиночества, всех близких и "ФанТину" за то, что в "горе и радости, болезни и здравии" рядом со мной, сына за прекрасное чувство материнства».
«Господи, принимаю волю Твою с радостью и смирением, наставь меня на путь истинный поступать так, как угодно Тебе»
«Этот альбом о любви между двух миров, бесконечной и безграничной, как мое желание встретиться с тобой вновь..."– говорит Тина Кароль.
В новый мини-альбом вошло 7 композиций. На обложке альбома, оформленного в виде картины маслом, Тина Кароль изображена в светлом платье с оголенной спиной, подчеркивающей её хрупкость и беззащитность.

## Продвижение
Альбом был выпущен совместно с мобильным оператором «Киевстар», и абоненты этой сети смогли первыми скачать онлайн-версию альбома.
Тина Кароль в поддержку альбома в конце 2013 года отправилась по Украине с концертной программой, а 14 февраля 2014 года в День святого Валентина на канале «1+1» состоялась премьера музыкально-документального фильма «Сила любви и голоса», объединившего в себе музыкальную и личную историю певицы. Допремьерный показ фильма прошёл в культурном центре «Кинотеатр „Киев“» 10 февраля 2014 года.

### Синглы
С альбома было выпущено два сингла: 
- «Помню»
- «Жизнь продолжается»

На которые также были сняты видеоклипы. Премьера песни «Помню» состоялась на шоу «Голос країни», запись которого вышла в эфир 28 апреля 2013 года.

## Список композиций
| №  | Название             | Текст песни      | Длительность |
| -- | -------------------- | ---------------- | ------------ |
| 1. | «Закрили твої очі»   | Андрей Подлужный | 3:46         |
| 2. | «Помню»              | Тина Кароль      | 3:48         |
| 3. | «Бесконечность»      | Стас Шуринс      | 3:54         |
| 4. | «Удаляюсь»           | Сергей Позняков  | 3:28         |
| 5. | «Стану я»            | Сергей Позняков  | 3:52         |
| 6. | «Любила»             | Макс Барских     | 3:51         |
| 7. | «Жизнь продолжается» | Влад Дарвин      | 3:35         |